# Lassina Dao
Lassina Dao (ur. 6 lutego 1971) – piłkarz z Wybrzeża Kości Słoniowej, występujący podczas kariery na pozycji obrońcy.

## Kariera piłkarska
Lassina Dao rozpoczął karierę w ASEC Mimosas w 1990 roku. Z ASEC siedmiokrotnie zdobył mistrzostwo Wybrzeża Kości Słoniowej w 1991, 1992, 1993, 1994, 1995, 1997 i 1998, dwukrotnie Puchar Wybrzeża Kości Słoniowej w 1995 i 1997 roku.
W latach 1998–2003 występował w Africa Sports. Z Africą Sports zdobył mistrzostwo WKS w 1999, Puchar WKS w 2002 oraz Afrykański Puchar Zdobywców Pucharów w 1999 roku.

## Kariera reprezentacyjna
Lassina Dao występował w reprezentacji Wybrzeża Kości Słoniowej. W 1992 roku uczestniczył w największym sukcesie w historii WKS w postaci zdobycia Pucharu Narodów Afryki. Na tej imprezie Dao wystąpił tylko w półfinałowym meczu z Kamerunem. W tym roku wystąpił w pierwszej edycji Pucharu Konfederacji, który nosił wówczas nazwę Pucharu Króla Fahda. Na tym turnieju po porażkach z Argentyną i reprezentację USA Wybrzeże Kości Słoniowej zajęło ostatnie, czwarte miejsce. Dao wystąpił w obu meczach. W 1993 uczestniczył w przegranych eliminacjach do Mistrzostw Świata 1994.
W 1994 po raz drugi wystąpił w Pucharze Narodów Afryki, na którym WKS zdobyło brązowy medal. Na tym turnieju wystąpił w czterech meczach z Sierra Leone, Zambią, Ghaną i Nigerią. W 1996 po raz trzeci wystąpił w Pucharze Narodów Afryki, na którym WKS odpadło w fazie grupowej. Dao wystąpił we wszystkich trzech meczach z Ghaną, Mozambikiem i Tunezją. W 1997 uczestniczył w przegranych eliminacjach do Mistrzostw Świata 1998. W 1998 roku zagrał w Pucharze Narodów Afryki 1998, a w 2000 roku po raz czwarty wystąpił w Pucharze Narodów Afryki, na którym WKS odpadło w fazie grupowej. Na tym turnieju Dao wystąpił w meczu z Kamerunem.